# Robert Juranic
Robert Juranic (Floridsdorf, 29 maggio 1904 – Vienna, 8 dicembre 1973) è stato un calciatore austriaco, di ruolo attaccante.

## Carriera

### Nazionale
Esordisce il 30 maggio 1926 contro la Francia, segnando anche una rete nel 4-1 finale.